# Municipio de Otho
El municipio de Otho (en inglés: Otho Township) es un municipio ubicado en el condado de Webster en el estado estadounidense de Iowa. En el año 2010 tenía una población de 901 habitantes y una densidad poblacional de 19,82 personas por km².

## Geografía
El municipio de Otho se encuentra ubicado en las coordenadas 42°24′54″N 94°6′7″O / 42.41500, -94.10194. Según la Oficina del Censo de los Estados Unidos, el municipio tiene una superficie total de 45.47 km², de la cual 44,75 km² corresponden a tierra firme y (1,59 %) 0,72 km² es agua.

## Demografía
Según el censo de 2010, había 901 personas residiendo en el municipio de Otho. La densidad de población era de 19,82 hab./km². De los 901 habitantes, el municipio de Otho estaba compuesto por el 97,11 % blancos, el 0,44 % eran afroamericanos, el 0,67 % eran amerindios, el 0,11 % eran isleños del Pacífico, el 0,44 % eran de otras razas y el 1,22 % eran de una mezcla de razas. Del total de la población el 1,78 % eran hispanos o latinos de cualquier raza.